# Carceri di Tor di Nona
Le carceri di Tor di Nona sono state le principali prigioni di Roma dal principio del XV secolo, quando, insieme a quelle di Corte Savella, presero il nome di presone dello papa fino al 1657:   tra gli altri, vi vennero reclusi Benvenuto Cellini, il riformatore toscano Pietro Carnesecchi, i fratelli di Beatrice Cenci, Giacomo e Bernardo, e Giordano Bruno. 
Venne rinchiuso anche Caravaggio in quanto si aggirava per piazza Madama armato di spada anche se il papa lo aveva vietato ai cittadini comuni. 
Situate nei pressi dell'attuale lungotevere omonimo, vennero collocate dalla Camera Apostolica nella torre che nel 1395 per legato testamentario di Giovanni di Jacobello Orsini passò all'ospedale della Compagnia del Salvatore, che prese il nome probabilmente dal fatto che rappresentava la nona torre che si incontrava venendo da Porta Flaminia ed anticamente era parte delle mura di cinta a difesa della città. Altra ipotesi sull'origine del nome è il riferimento ad un deposito medievale di granaglie chiamato Turris annonae, popolarmente deformato in Tor di nona.
Il sito ha dato il nome all'attuale tratto di Lungotevere tra piazza Sant'Angelo e piazza di ponte Umberto I.
Nel 1670 venne trasformato nel Teatro Tordinona.